# 16438 Knöfel
16438 Knöfel là một tiểu hành tinh vành đai chính với chu kỳ quỹ đạo là 1650.4043766 ngày (4.52 năm).
Nó được phát hiện ngày 11 tháng 1 năm 1989.